# آدولف پتروفسکی

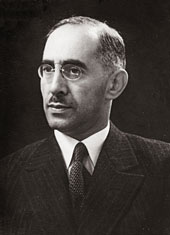
آدولف پتروفسکی

آدولف مارکوویچ پتروفسکی (روسی: Адольф Маркович Петровский; زاده: ۱۸۸۷م. در ورشو، سرزمین ویستولا، امپراتوری روسیه - در گذشت: ۱۷ سپتامبر ۱۹۳۷م. در اتحاد جماهیر شوروی) یک سیاستمدار شوروی بود.

## حرفه
از ۱۰ دسامبر ۱۹۲۴م. تا ۳۱ ژانویه ۱۹۳۰م. پتروفسکی نماینده تام‌الاختیار اتحاد جماهیر شوروی در استونی بود. از ۳۱ ژانویه ۱۹۳۰م. تا ۲۱ دسامبر ۱۹۳۰م. او نماینده تام‌الاختیار اتحاد جماهیر شوروی در لیتوانی بود. و از ۲۱ دسامبر ۱۹۳۰م. تا ۱ آوریل ۱۹۳۳م. به عنوان نماینده تام‌الاختیار اتحاد جماهیر شوروی در ایران خدمت کرد.
از ۱ آوریل ۱۹۳۳م. تا ۱۰ نوامبر ۱۹۳۵م. در اتریش به عنوان نماینده تام‌الاختیار اتحاد جماهیر شوروی خدمت کرد و همزمان به عنوان نماینده تام‌الاختیار اتحاد جماهیر شوروی در مجارستان به رسمیت شناخته شد مأمور بود.
پتروفسکی در جریان پاکسازی بزرگ جوزف استالین در سال ۱۹۳۷م. دستگیر شد.